# 빅 웬즈데이
《빅 웬즈데이》(영어: Big Wednesday)는 미국에서 제작된 존 밀리어스 감독의 1978년 서사 성장 버디 스포츠 코미디 드라마 영화이다. 잰마이클 빈센트 등이 출연하였고, 버즈 핏섄스 등이 제작에 참여하였다.

## 줄거리
서핑을 즐기는 세 친구는 격동의 1960년대에 베트남 전쟁 등 시대 변혁을 겪으며 순수의 시대에 종말을 고하고 어른이 되어간다.

## 출연
- 잰마이클 빈센트 - 맷 존슨 역
- 윌리엄 캣 - 잭 발로 역
- 게리 뷰시 - 리로이 스미스 역
- 패티 다밴빌 - 샐리 역
- 리 퍼셀 - 페기 고든 역
- 샘 멜빌 - "베어" 역
- 대럴 페티 - "왁서" 역
- 로버트 잉글런드 - "플라이" 역
- 바버라 헤일 - 발로 부인 역
- 프랜 라이언 - 루시 역
- 렙 브라운 - "인포서" 역
- 조 스피넬 - 심리학자 역

## 기타 제작진
- 총괄 제작: 알렉산드라 로즈
- 부분 제작: 그레그 맥길리브레이 (서핑 장면)
- 배역: 캐런 리아
- 미술: 찰스 로즌